# Wiltz
Pour les articles homonymes, voir Wiltz (homonymie).
Wiltz (en luxembourgeois : Wolz  ou parfois Wooltz ) est une ville du Nord du Grand-Duché de Luxembourg qui est le chef-lieu des commune et canton homonymes.

## Géographie

### Localisation
La ville est traversée par la rivière Wiltz, un affluent de la Sûre. L'altitude varie entre 320 et 500 m.
Ses habitants, appelés les Wëeltzer, sont environ 4 500.

### Communes limitrophes
Les communes limitrophes sont  Eschweiler (d), Clervaux, Goesdorf, Kiischpelt, Lac de la Haute-Sûre, Wincrange et Winseler.
| Wincrange            |       | Clervaux   |
| Winseler             | Wiltz | Kiischpelt |
| Lac de la Haute-Sûre |       | Goesdorf   |

### Sections de la commune
- Erpeldange
- Eschweiler
- Knaphoscheid
- Roullingen
- Selscheid
- Weidingen
- Wiltz (siège)

### Lieux-dits
- Tutschemillen

### Voies de communication et transports
La ville de Wiltz est reliée par les routes nationales N26, N12 et N25 du réseau routier.
La gare de Wiltz est reliée à la capitale par l'embranchement de Kautenbach à Wiltz et son prolongement, la ligne 1 de Luxembourg à Troisvierges-frontière. La commune compte également l'arrêt de Paradiso situé en forêt, au niveau d'un camping.
La ville est desservie par le Régime général des transports routiers (RGTR). En outre, elle exploite un service « City-Bus » constitué de quatre lignes, le City-Bus Wiltz.

## Toponymie
Wiltæ (768-769), Viltis (790), Wilz (792-793), Wiltz (775-797).

## Histoire

### Seconde Guerre mondiale

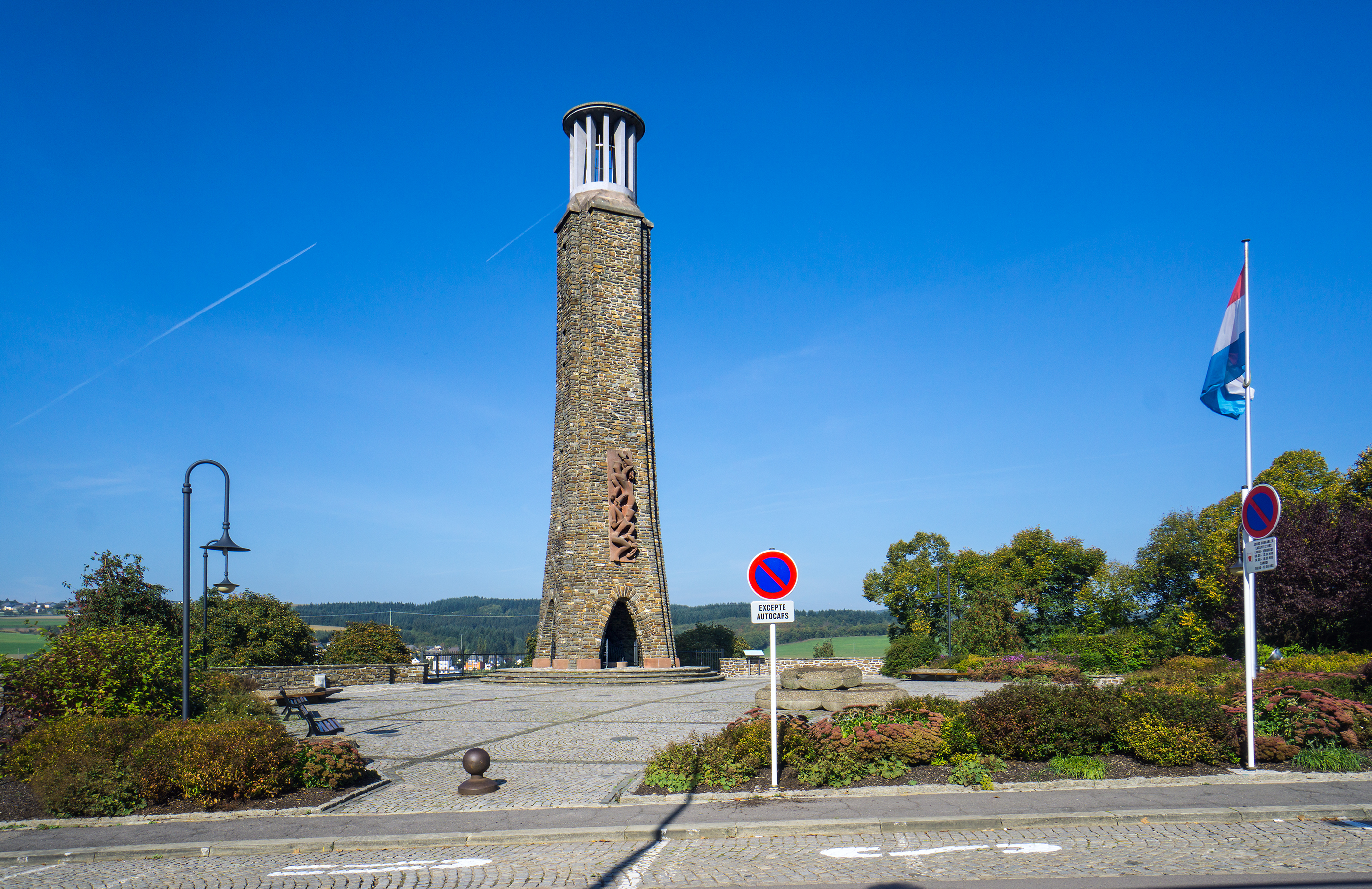
Monument national de la Grève.

Le 31 août 1942, une grève générale avait été amorcée dans Wiltz, qui s’est étendue dans tout le pays et reste un des moments les plus fiers de l'histoire nationale du Luxembourg.
Le 16 décembre 1944, la Wehrmacht commençait une offensive surprenante (Bataille des Ardennes) contre les Forces ouest-alliées. Le 19 décembre (Bastogne est encerclée par la Wehrmacht) ; Norman Cota et son état-major ont quitté Wiltz. Un US-lieutenant-colonel défend Wiltz avec personnel civil ; le soir, ils se retirent.
Le 21 janvier 1945, Wiltz est libérée par des troupes américaines,.
Ces événements ont fait beaucoup de victimes et Wiltz a été nommée ville martyre après la guerre. Un monument représentant un phare a été érigé pour commémorer les victimes de la répression après la grève générale de 1942. Le relief sur le monument est de Lucien Wercollier.

### Fusion de communes
La commune de Wiltz a absorbé celle d'Eschweiler le 1er janvier 2015 lors d'une fusion.

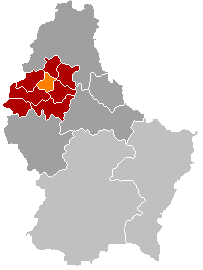
Wiltz avant 2015.
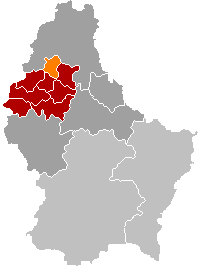
Eschweiler avant 2015.
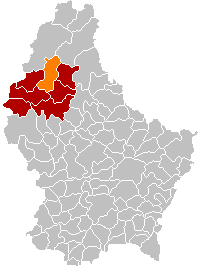
Wiltz maintenant.

## Politique et administration

### Liste des bourgmestres
| Identité                                            | Période         | Période                                   | Durée                       | Étiquette |
| Identité                                            | Début           | Fin                                       | Durée                       | Étiquette |
| --------------------------------------------------- | --------------- | ----------------------------------------- | --------------------------- | --------- |
| Jean-Paul Guillaume (d) (né en 1770)                | 1800            | 1806                                      | 6 ans                       |           |
| Charles-Théodore Bernard (d) (né en 1756)           | 1806            | 1812                                      | 6 ans                       |           |
| Charles Moris (d)                                   | 1812            | 1814                                      | 2 ans                       |           |
| Jean-Joseph Faber (d)                               | 1814            | 1818                                      | 4 ans                       |           |
| Henri Gérardy (d)                                   | 1818            | 1823                                      | 5 ans                       |           |
| Jean-Pierre Simon (d)                               | 1823            | 1834                                      | 11 ans                      |           |
| Jacques Spedener (d)                                | 1834            | 1847                                      | 13 ans                      |           |
| Jean-Joseph-Georges Faber-Knepper (d) (1806 - 1882) | 1847            | 1854                                      | 7 ans                       |           |
| Jean-François Lambert (d) (1815 - 1880)             | 1854            | 1868                                      | 14 ans                      |           |
| Jean-Joseph-Georges Faber-Knepper (d) (1806 - 1882) | 1868            | 26 mai 1882 (mort en cours de mandat)     | 14 ans                      |           |
| Eugène Simon (d)                                    | 1882            | 1890                                      | 8 ans                       |           |
| Vacant                                              | juin 1890       | mai 1894                                  | 3 ans et 11 mois            |           |
| Alphonse Mertens (d)                                | 1894            | 1900                                      | 6 ans                       |           |
| Max Schmeltzer (d)                                  | 1900            | 1909                                      | 9 ans                       |           |
| Charles Mathieu (d) (1863 - 1933)                   | 1909            | 1924                                      | 15 ans                      |           |
| Eugène Thilges (d) (1869 - 1934)                    | 1925            | 23 février 1934 (mort en cours de mandat) | 9 ans                       |           |
| François Lambert (d)                                | mars 1934       | décembre 1934                             | 9 mois                      |           |
| Joseph Simon (d) (1886 - 1954)                      | 1935            | juillet 1941                              | 6 ans                       | PD        |
| Hans-Peter Schmitz (d)                              | août 1941       | septembre 1942                            | 1 an et 1 mois              |           |
| Wilhelm Jager (d) (né en 1888)                      | septembre 1942  | septembre 1944                            | 2 ans                       |           |
| Joseph Simon (d) (1886 - 1954)                      | septembre 1944  | décembre 1945                             | 1 an et 3 mois              | CSV       |
| Nicolas Kreins (d) (1891 - 1964)                    | 1946            | 1957                                      | 11 ans                      |           |
| Alphonse Schiltges (d) (1899 - 1979)                | 1958            | 1963                                      | 5 ans                       | CSV       |
| Nicolas Kreins (d) (1891 - 1964)                    | janvier 1964    | juillet 1964                              | 6 mois                      |           |
| René Miller (d) (1922 - 1972)                       | juillet 1964    | janvier 1967                              | 2 ans et 6 mois             |           |
| Joseph Merres (d) (1900 - 1970)                     | mars 1967       | décembre 1969                             | 2 ans et 9 mois             |           |
| Emile Gerson (d) (1911 - 1994)                      | 1970            | 1981                                      | 11 ans                      | CSV       |
| Jean-Pierre Dichter (d) (né au XXe siècle)          | 1982            | 1987                                      | 5 ans                       | CSV       |
| André Biver (d) (1938 - 2025)                       | 1988            | 1993                                      | 5 ans                       | POSL      |
| John Muller (d) (1943 - 2002)                       | 1994            | 1999                                      | 5 ans                       |           |
| Romain Schneider (né en 1962)                       | 2000            | 30 juillet 2009                           | 9 ans                       | POSL      |
| Fränk Arndt (né en 1959)                            | 31 juillet 2009 | 13 juillet 2023                           | 13 ans, 11 mois et 12 jours | POSL      |
| Carole Weigel (d) (née en 1979)                     | 13 juillet 2023 | En cours                                  | 1 an, 11 mois et 14 jours   |           |

Sources :
- (de) Emile Lutgen, Gemeinde Wiltz, Wooltz 1814–2014 : Durich 200 Joer Weeltzer Geschicht gebleedert, Luxembourg, Druckerei Hengen, 21 décembre 2016.
- « Liste des bourgmestres de la commune de Wiltz », sur http://www.wiltz.lu/, 13 octobre 2014 (version du 13 octobre 2014 sur Internet Archive).

### Jumelages
- Celorico de Basto (Portugal) depuis le 22 juin 2005.
- Zavidovići (Bosnie-Herzégovine) depuis le 28 mars 2008.

Pacte d'amitié : Bastogne (Belgique)

## Population et société

### Démographie
L'évolution du nombre d'habitants est connue à travers les recensements de la population effectués dans le pays depuis 1821. Les recensements décennaux de la population permettent de caler les chiffres sur la composition de la population par sexe, âge, nationalité et commune de résidence. Entre deux recensements, la population au 1er janvier de l’année {\displaystyle x} est évaluée en ajoutant à la population au 1er janvier de l’année {\displaystyle x-1} les soldes naturel (naissances {\displaystyle -} décès) et migratoire (arrivées {\displaystyle -} départs) de l'année. La même méthode est appliquée pour la répartition par âge au 1er janvier et les effectifs totaux par nationalité. Depuis le 1er septembre 2023, le Luxembourg dénombre 100 communes.
Au 1er janvier 2024, la commune comptait 8 102 habitants.
| 1821  | 1851  | 1871  | 1880  | 1890  | 1900  | 1910  | 1922  | 1930  |
| ----- | ----- | ----- | ----- | ----- | ----- | ----- | ----- | ----- |
| 2 735 | 4 105 | 4 696 | 4 801 | 4 091 | 3 918 | 3 969 | 4 025 | 4 730 |

| 1935  | 1947  | 1960  | 1970  | 1978  | 1979  | 1981  | 1983  | 1984  |
| ----- | ----- | ----- | ----- | ----- | ----- | ----- | ----- | ----- |
| 4 794 | 4 649 | 4 365 | 4 320 | 4 250 | 4 227 | 4 191 | 4 200 | 4 190 |

| 1985  | 1986  | 1987  | 1988  | 1989  | 1990  | 1991  | 1992  | 1993  |
| ----- | ----- | ----- | ----- | ----- | ----- | ----- | ----- | ----- |
| 4 190 | 4 150 | 4 180 | 4 190 | 4 227 | 4 267 | 4 362 | 4 454 | 4 547 |

| 1994  | 1995  | 1996  | 1997  | 1998  | 1999  | 2000  | 2001  | 2002  |
| ----- | ----- | ----- | ----- | ----- | ----- | ----- | ----- | ----- |
| 4 536 | 4 591 | 4 639 | 4 788 | 4 839 | 4 995 | 5 155 | 5 176 | 5 147 |

| 2003  | 2004  | 2005  | 2006  | 2007  | 2008  | 2009  | 2010  | 2011  |
| ----- | ----- | ----- | ----- | ----- | ----- | ----- | ----- | ----- |
| 5 160 | 5 205 | 5 305 | 5 387 | 5 488 | 5 542 | 5 603 | 5 702 | 5 758 |

| 2012  | 2013  | 2014  | 2015  | 2016  | 2017  | 2018  | 2019  | 2020  |
| ----- | ----- | ----- | ----- | ----- | ----- | ----- | ----- | ----- |
| 5 903 | 6 087 | 6 243 | 6 387 | 6 522 | 6 730 | 6 866 | 7 066 | 7 273 |

| 2021  | 2022  | 2023  | 2024  | - | - | - | - | - |
| ----- | ----- | ----- | ----- | - | - | - | - | - |
| 7 533 | 7 723 | 7 949 | 8 102 | - | - | - | - | - |

Le graphique qui aurait dû être présenté ici ne peut pas être affiché car il utilise l'ancienne extension Graph, désactivée pour des questions de sécurité. Des indications pour créer un nouveau graphique avec la nouvelle extension Chart sont disponibles ici.

## Culture locale et patrimoine

### Lieux et monuments

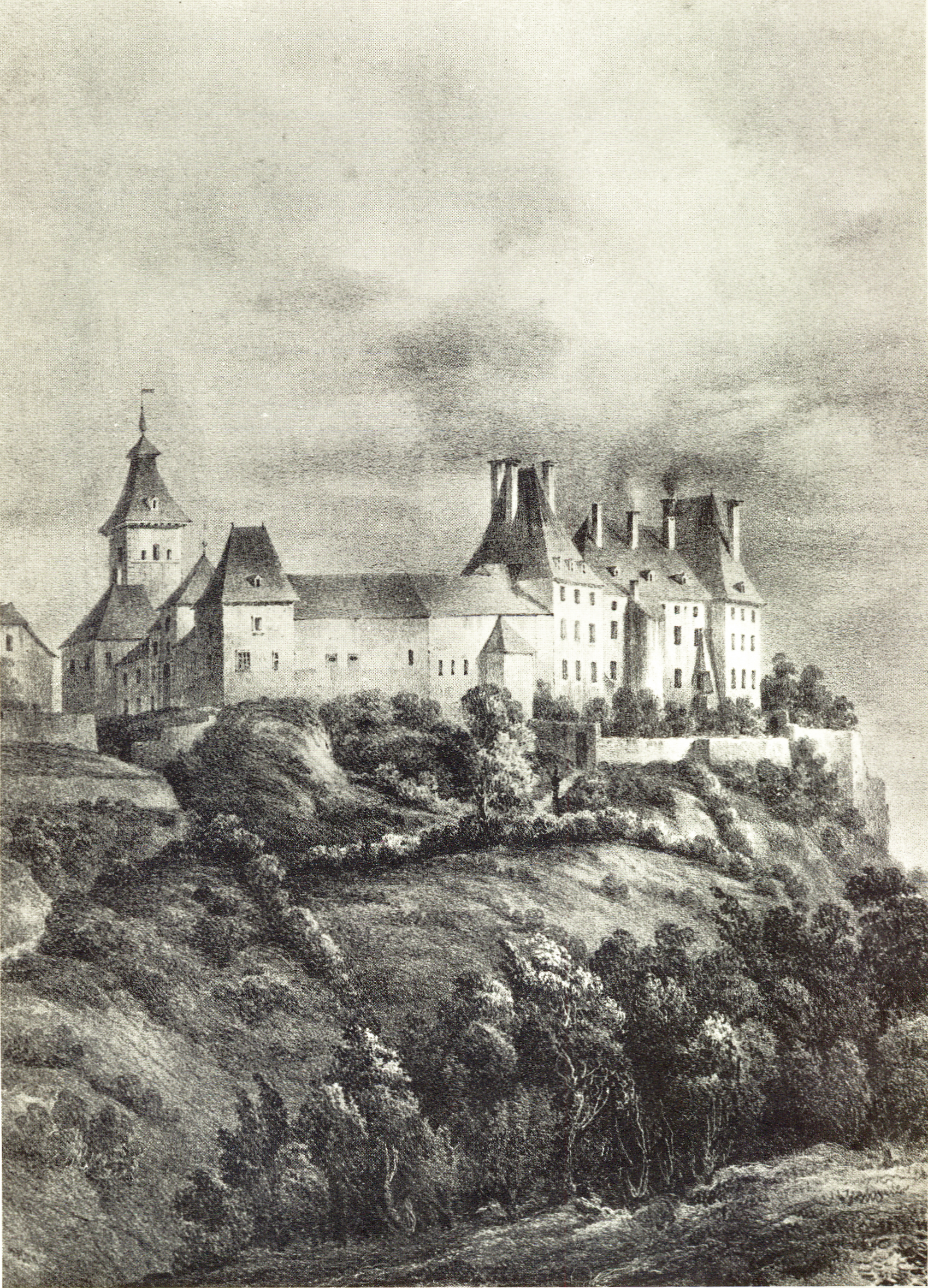
Dessin du château au début du XIXe siècle.

#### Église décanale
Dans la ville basse, cette église du XVIe siècle a été agrandie et restaurée au XXe siècle. Ses deux nefs de style gothique abritent les pierres tombales des seigneurs de Wiltz. Une belle grille de style Louis XV ferme la chapelle comtale.

#### Château
Le château des comtes de Wiltz conserve une tour carrée du XIIIe siècle, remaniée en 1722. L'aile principale date de 1631. Au pied de l'escalier d'honneur ajouté en 1727 a été aménagé en 1954 un amphithéâtre où se déroulent les représentations d'un festival européen de théâtre en plein air et de musique.

#### Croix de justice
Au XVIe siècle, elle s'est substituée à la croix élevée au Moyen Âge pour symboliser les droits obtenus par la ville. On y voit des statues de la Vierge et de saint Jean Népomucène, qui aurait sauvé la ville d'un incendie.

#### Jardin de Wiltz
Il s’agit d’un jardin public de 2,5 ha. L’ensemble des plantations, terrassements, sculptures et champs en pierre forment une œuvre d’art vivante au Gruberbeerig (rue de la Montagne). Ce jardin est aménagé et entretenu par des personnes handicapées, des chômeurs de longue durée, des participants d’ateliers temporaires, des artisans et des artistes.

#### Monument National de la Grève
Un monument représentant un phare de 23m de haut, dessiné par l'architecte Roger Wercollier, a été inauguré en 1956 en souvenir de la grève du 31 août 1942. Les bas-reliefs décoratifs, réalisés par le sculpteur Lucien Wercollier, représentent aussi bien une lutte entre David (le Luxembourg) et Goliath (l'Allemagne nazie) que l'exécution de grévistes. Les bas-reliefs en marbre dans la crype du monument représentent un arbre de vie et la mort de Saint Sébastien, symbole de la souffrance des résistants.

### Évènements culturels

#### Fête du Genêt
Depuis 1949 la «Fête du Genêt», la célébration du genêt, arbuste emblématique de l’Oesling, compte parmi les manifestations folkloriques les plus renommées de toute la région.
Le lundi de Pentecôte, un corso fleuri, avec des chars ornés de la fleur du genêt, des sociétés de musique luxembourgeoises et étrangères, des bataillons de majorettes, des groupes folkloriques du Luxembourg et de l’étranger ainsi que des show-bands internationaux défile dans les rues de la ville de Wiltz.

#### Nuit des Lampions
La «Nuit des Lampions» de Wiltz fait non seulement partie des évènements les plus spectaculaires du Grand-Duché, mais figure aussi depuis quelques années parmi les manifestations culturelles les plus visitées du Nord, voire de tout le pays.
Le temps d’une soirée, le Jardin de Wiltz et ses alentours sont mis en scène par une multitude d’installations de son et de lumière et animés par une série de concerts et de spectacles.

#### Festival de Wiltz
Le Festival de Wiltz offre à son public des concerts et des spectacles des arts de la scène les plus variés et ce dans un cadre unique:
Un amphithéâtre de plus de 1 200 places avec une toiture en toile, qui couvre en grande partie l’espace spectateur ainsi que toute la scène, aménagé dans les anciens jardins du château de Wiltz.

#### Pèlerinage à Notre-Dame de Fatima
Chaque jeudi de l'Ascension, près de 20 000 fidèles, dont la majorité issue de l'immigration portugaise, participent au pèlerinage jusqu'au sanctuaire de Notre-Dame de Fatima sur les hauteurs de Wiltz.
Ils rendent ainsi hommage à Notre-Dame de Fatima, la vierge Marie apparue à six reprises en 1917 à trois enfants à Fatima, petit village du centre du Portugal.
Le sanctuaire a été installé en 1951 par un groupe de paroissiens de Wiltz, qui, réfugiés dans une cave durant la bataille des Ardennes en hiver 1944-1945, se sont promis d'ériger après la guerre un sanctuaire s'ils s'en sortaient sains et saufs.
Le sanctuaire fut érigé en l'honneur de Fatima, dont la statue avait été transportée à travers toute l'Europe pour redonner de la force aux croyants et officiellement inauguré le 13 juillet 1952.

### Personnalités liées à la commune
- Guy de Muyser (1926-2024), maréchal de la cour honoraire du grand-duc Jean et ambassadeur honoraire ;
- Nico Loes (1952-), homme politique et ancien bourgmestre de la commune du Lac de la Haute-Sûre ;
- Chris Philipps (1994-), footballeur international.

### Héraldique, logotype et devise
| Blason de Wiltz | Blason  | Écartelé, au I burelé d'argent et d'azur à un lion rampant de gueules couronné, lampassé et armé d'or, au II de gueules à un caducée d'argent posé en bande, au III de gueules à une ancre d'argent posée en bande, au IV d'azur à une ruche d'or et des abeilles volantes du même. L’écu surmonté d’une couronne antique de comte à huit fleurons, dont cinq seulement visibles. |
| Blason de Wiltz | Détails | Les armoiries communales conférées par arrêté grand-ducal en 1951 se basent sur celles qui furent concédées à la ville par le Hoge Raad van Adel (nl) des Pays-Bas en 1823. Selon la délibération du conseil communal de 1817 la ruche symbolise l’industrie, le caducée la concorde et l’ancre le commerce et l’espoir, tandis que le lion documente l’appartenance de la commune au Grand-Duché. Sur les propositions de Louis Wirion, président de la Société héraldique luxembourgeoise, les armoiries actuelles datent de 1951. |